# Biergartenverordnung von 1812

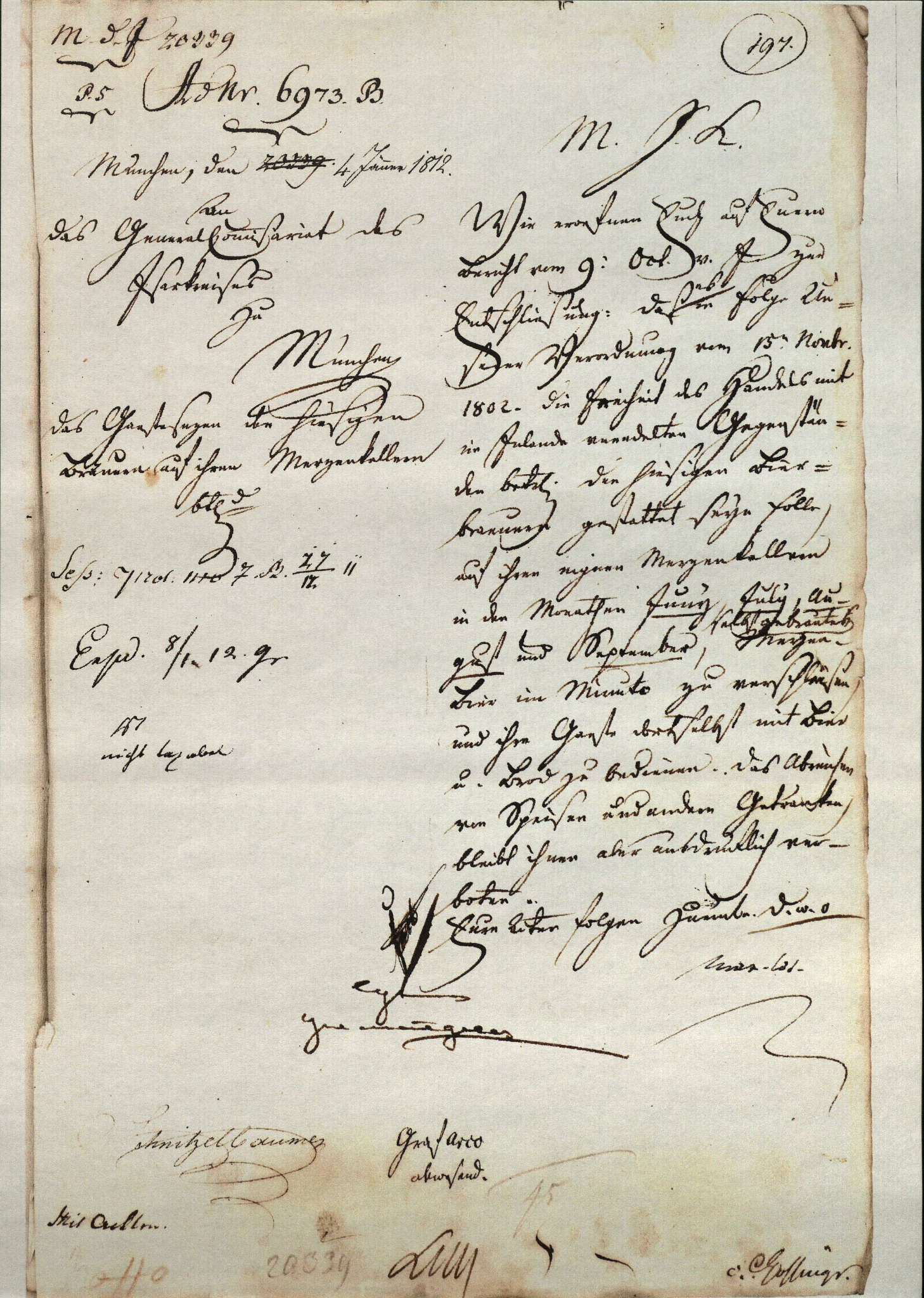
Urschrift des Reskripts vom 4. Januar 1812

Die Biergartenverordnung von 1812 des bayerischen Königs Max I. Joseph gilt als Geburtsurkunde des bayerischen Biergartens. 
In der Verordnung heißt es: „Seine Majestät der König bewilligen, daß die hiesigen Bierbräuer auf ihren eigenen Merzenkellern in den Monaten Juni, Juli, August und September selbst gebrautes Merzenbier in minuto verschleißen [= verkaufen] und ihre Gäste dortselbst mit Bier u. Brod bedienen. Das Abreichen von Speisen und andern Getränken bleibt ihnen aber ausdrücklich verboten.“
Durch diese Verordnung löste der von Wirten angerufene König einen Streit zwischen Gastwirten und Bierbrauern, nachdem erstere den Ausschank direkt aus dem Bierkeller als Konkurrenz ansahen. Die Regelung war eine klare Trennung zwischen den Brauern ohne Speisen und den Wirten, die das gesamte Speisenangebot führen durften. Zugleich entstand die bayerische Tradition, eigene Speisen in den Biergarten mitzubringen.